# 北後門岩
北後門岩（英語：Kita-karamete Rock），是南極洲的岩石，位於毛德皇后地的哈拉爾王子海岸，處於南後門岩以北17公里的里瑟-拉森半島東部，由日本探險隊命名，現時由南極條約體系管理。

## 外部連結
- . . United States Geological Survey.   [2013-05-08].
- 本条目引用的公有领域材料来自美国地质调查局的文档《北後門岩》 （資料來自地名信息系统）。

69°4′S 35°23′E / 69.067°S 35.383°E